# Yuri Kordonsky

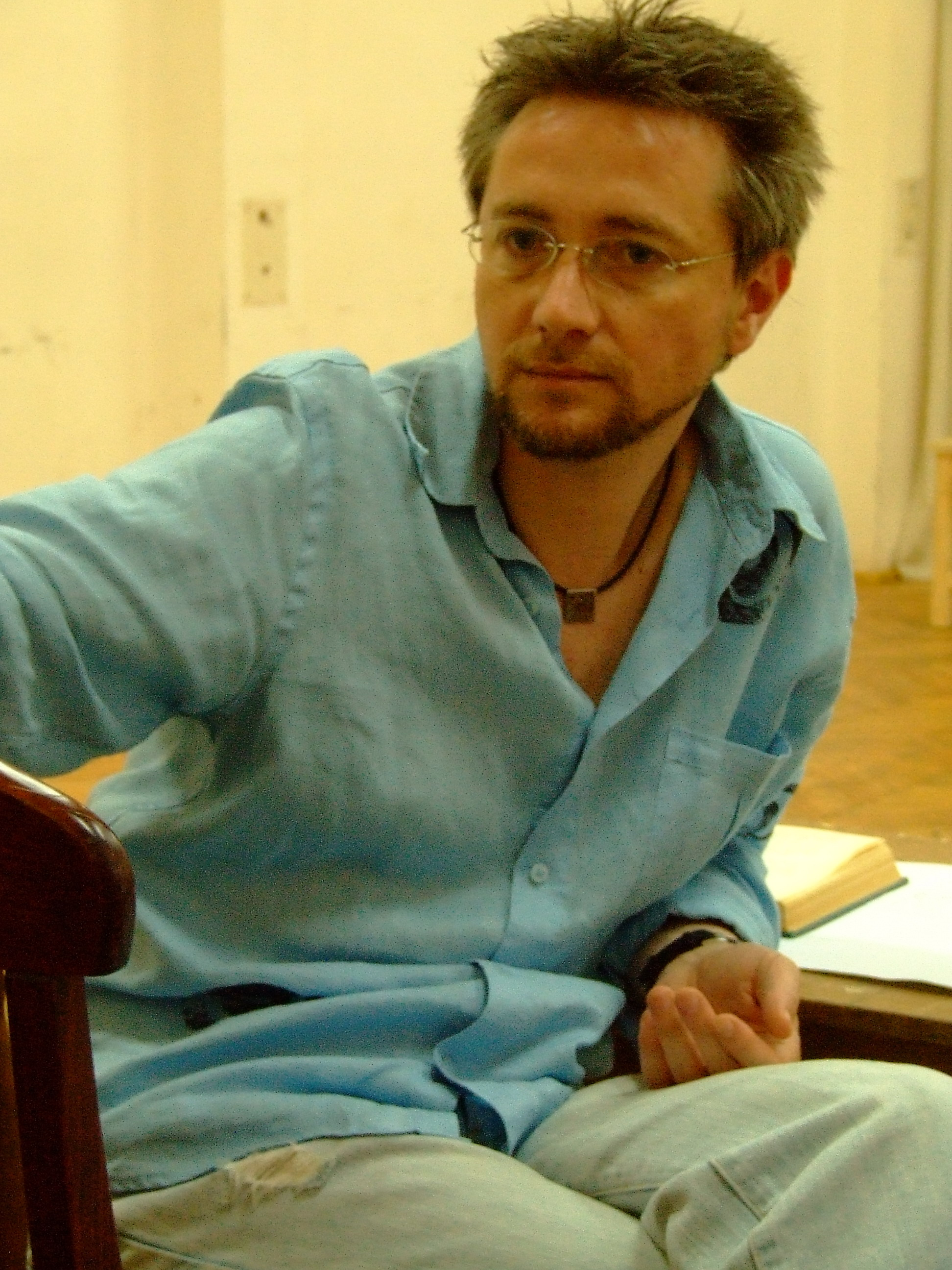
Yuri Kordonsky

Yuri Kordonsky (rusă Юрий Михайлович Кордонский) (n. 17 octombrie 1966) este actor și regizor de teatru născut în Ucraina, în prezent cetățean al Statelor Unite și profesor de regie la "Yale School of Drama" din New Haven, Connecticut. Cariera sa teatrală a fost în principal în Rusia, Statele Unite, Ungaria, Luxemburg și România, unde a fost asociat cu Teatrul Bulandra, Teatrul Național București, Teatrul Național „Radu Stanca” din Sibiu și Teatrul German de Stat din Timișoara. În martie 2012, cel puțin șase dintre producțiile sale erau în repertoriul activ al Teatrului Bulandra.
S-a născut la Odesa, tatăl său fiind ofițer iar mama filolog. A fost un elev premiant și de mic a început să joace teatru în grupe de copii. În 2001 decide să emigreze în Statele Unite.
Este căsătorit cu Natașa, critic și teoretician de teatru, colega sa de la Academia de Arte din Sankt Petersburg, și împreună au un fiu, Alexander.

## Spectacole în România
Teatrul Bulandra
- Unchiul Vania, 2001
- Căsătoria, 2003
- Sorry, 2004
- Crimă și pedeapsă, 2006
- Îngropați-mă pe după plintă, 2011
- Marmură, 2015

Teatrul Național București
- Inimă de câine, 2005

Teatrul Național „Radu Stanca” din Sibiu
- Ultima zi a tinereții

Teatrul German de Stat din Timișoara
- Pescărușul, 2013
- Incredibila și trista poveste a candidei Eréndira și a bunicii sale fără suflet, 2017

Teatrul Maghiar de Stat Cluj
- În adâncuri, 2016

## Premii
- Premiul „The Golden Light“ la Sankt Petersburg
- Premiul pentru Cel mai bun spectacol acordat de Uniunea Teatrelor Europene la Palermo, 2001, pentru „Unchiul Vania“
- Premiul UNITER pentru „Unchiul Vania“, 2002
- Premiul UNITER pentru Cel mai bun regizor, pentru În adâncuri la Teatrul Maghiar de Stat Cluj, 2017
- Premiul UNITER pentru Cel mai bun regizor, pentru Incredibila și trista poveste a candidei Eréndira și a bunicii sale fără suflet, 2018